# Молодёжное (Черниговская область)
Молодёжное (укр. Молодіжне; до 2016 года — Дзержи́нского, укр. Дзержинського) — село, расположенное на территории Бобровицкого района Черниговской области (Украина).
Население составляет 153 жителя (2006 год). Плотность населения — 1577,32 чел/кв.км.
Впервые упоминается в 1850 году.
Село находится примерно в 6 км к юго-востоку от центра города Бобровица. Средняя высота населённого пункта — 134 м над уровнем моря. Село находится в зоне умеренно континентального климата.
Национальный состав представлен преимущественно украинцами, конфессиональный состав — христианами.